# Gerd Wirth
Gerd Wirth (* 21. Dezember 1951 in Lüdenscheid; † 2. Februar 2025) war ein deutscher Politiker der SPD.

## Ausbildung und Beruf
Nach dem Hauptschulabschluss 1966 absolvierte Gerd Wirth eine Lehre als Werkzeugmacher, die er mit dem Facharbeiterbrief abschloss. Seine Fachhochschulreife erlangte er 1973. Von 1975 bis 1978 belegte er ein Studium der Sozialarbeit an der Fachhochschule Hagen, das er als graduierter Sozialarbeiter beendete. Gerd Wirth war bis 1990 als Geschäftsführer des SPD-Unterbezirks Märkischer Kreis tätig. Wirth war 1979 bis 2021 Verwaltungsrat zunächst der Sparkasse Meinerzhagen, dann der Sparkasse Kierspe-Meinerzhagen. Er wurde 2004 mit der Großen Westfälisch-Lippischen Sparkassenmedaille ausgezeichnet.

## Politik
Seit 1. Mai 1975 war Wirth Mitglied der SPD. Von 1979 bis 2016  war er Mitglied im Rat der Stadt Meinerzhagen sowie von 1983 bis 2016 Vorsitzender der dortigen SPD-Fraktion, zwischen 1998 und 2008 war er zudem Schatzmeister der SPD im Unterbezirk Märkischer Kreis.
Gerd Wirth war vom 31. Mai 1990 bis zum 2. Juni 2005 im Landtagswahlkreis Märkischer Kreis III direkt gewähltes Mitglied des 11., 12. und 13. Landtags von Nordrhein-Westfalen. Er fungierte dort als Verkehrspolitischer Sprecher der SPD-Landtagsfraktion und war stellvertretender Vorsitzender der SPD-Landtagsfraktion.